# همسایه‌ها (فیلم ۱۹۸۱)
همسایه‌ها (به انگلیسی: Neighbors) فیلمی آمریکایی در ژانر کمدی سیاه به کارگردانی جان جی. آویلدسون محصول سال ۱۹۸۱ بر اساس رمانی با همین نام از توماس برگر است. این فیلم توسط کلمبیا پیکچرز منتشر شد. 

## بازیگران
- جان بلوشی در نقش ارل کیز
- دن اکروید در نقش ویک زک
- کتی موریارتی در نقش رامونا زک
- کاترین واکر
- ایگورس گاوون
- درو-آن چاکران در نقش همسر شیک
- تیم کازورینسکی
- تینو اینسانا در نقش پری گراوی
- پی. ال. براون در نقش افسر پلیس شماره ۱
- هنری جود بیکر در نقش افسر پلیس شماره ۲
- لورن-ماری تیلور در نقش ایلین کیز
- شرمن جی. لوید در نقش آتش‌نشان شماره ۱ (DOC)
- برت کیتل در نقش آتش نشان شماره ۲
- جی. بی. فرند در نقش مأمور آتش‌نشانی اضافی
- برنی فریدمن در نقش آتش‌نشان اضافی